# ロラン・ドガレイユ
ロラン・ドガレイユ（Roland Daugareil、1957年 - ）はフランスのヴァイオリニスト。パリ国立高等音楽院教授。
パリ管弦楽団のコンサートマスターを長年務めたことで知られる。

## 経歴
ビアリッツ生まれ。パリ国立高等音楽院でピエール・ドゥーカンに学んだ後、アルベルト・クルチ国際ヴァイオリン・コンクール、ティボール・ヴァルガ国際ヴァイオリン・コンクールなどで入賞。
22歳でパリ国立歌劇場管弦楽団の第２コンサートマスターに就任（当時の第１コンサートマスターは師のドゥーカンであり、パリ国立高等音楽院で氏のアシスタントも務めた）。その間、小澤征爾の知己を得たことで、同団を退団し、一時期日本に滞在した。この時期に1708年製ストラディヴァリウス"Txinka"を入手したのも、日本人メセナの援助によるものである。
フランス帰国後、フランス放送フィルハーモニー管弦楽団、フランス国立ボルドー・アキテーヌ管弦楽団のコンサートマスターを歴任。後者とはラロ、ショーソン、ブルッフ、メンデルスゾーン、ブラームス等、数多くの協奏曲のレコーディングを残した。
1996年にパリ管弦楽団のコンサートマスターに就任し、2021年まで務めた。
ソリストとして、ピエール・ブーレーズ、ズービン・メータ、ゲオルグ・ショルティ、カラヤン、小澤征爾、クリストフ・フォン・ドホナーニ、ヴォルフガング・サヴァリッシュ、カルロ・マリア・ジュリーニ、ロリン・マゼール、ベルナルト・ハイティンク、クリストフ・エッシェンバッハ、パーヴォ・ヤルヴィ、リッカルド・シャイーらの指揮者と共演。特にジュリーニには重宝され、「英雄の生涯」など重要なヴァイオリン・ソロのある作品における客演コンサートマスターとして、アメリカやスイスのオーケストラへ招かれた。
室内楽ではラヴェル・カルテット、サルトリー・トリオで活動。
2001年から現在に至るまで、パリ国立高等音楽院の教授を務めている。京都フランス音楽アカデミー、いしかわミュージックアカデミー等の講師として、来日も数多い。